# مدرع كبير
مدرع كبير (الاسم العلمي: Priodontes maximus) (بالإنجليزية: Giant Armadillo)‏ هو نوع من الحيوانات يتبع جنس المدرع العملاق من فصيلة المدرعات المتدثرة وأشباهها.